# Ruy Gonçalo do Valle Peixoto de Villas Boas
Ruy Gonçalo do Valle Peixoto de Villas Boas (ur. 27 listopada 1939 w Porto) – portugalski inżynier chemik i menedżer, Wielki Komandor Zakonu Maltańskiego (joannitów) od 2019, tymczasowy Namiestnik Zakonu Maltańskiego od 29 kwietnia do 8 listopada 2020 i ponownie od 7 do 13 czerwca 2022.

## Życiorys
Z wykształcenia inżynier chemii przemysłowej, absolwent Uniwersytetu w Porto. Po odbyciu służby wojskowej rozpoczął pracę w przedsiębiorstwie tytoniowym, gdzie odpowiadał za badania i rozwój. Działał w Międzynarodowej Organizacji Normalizacyjnej i w organizacji Cooperation Centre for Scientific Research Relative to Tobacco (CORESTA).
Od 1984 działał w Zakonie Maltańskim, po śmierci żony w 2015 złożył uroczyste ślubowanie. W strukturach zakonu zajmował różne stanowiska, m.in. delegata w Brazylii, kanclerza, wiceprezydenta w Portugalii i zastępcy delegata narodowych stowarzyszeń. Pełnił też służbę w więzieniach i uczestniczył w pielgrzymkach do Lourdes i Fatimy, publikował też książki poświęcone joannitom. Od 2014 do 2019 należał do Rady Rządowej (organu doradczego dla Suwerennej Rady Zakonu), natomiast 1 maja 2019 objął funkcję Wielkiego Komandora Zakonu Maltańskiego.
29 kwietnia 2020 został tymczasowym Namiestnikiem Zakonu Maltańskiego po śmierci Wielkiego Mistrza Giacomo dalla Torre del Tempio di Sanguinetto do czasu wyboru jego następcy przez Zgromadzenie Ogólne Zakonu. Zakończył pełnienie funkcji 8 listopada tegoż roku po wyborze Marco Luzzago. Powrócił na stanowisko tymczasowego Namiestnika od 7 czerwca 2022, gdy zmarł Marco Luzzago. Zajmował je do 13 czerwca.